# Poecilotheria metallica
Espèce
Statut de conservation UICN

 CR B1ab(iii) : 
En danger critique
Poecilotheria metallica ou mygale bleue – communément appelée mygale ornementale de Gooty ou mygale ornementale saphire est une espèce d'araignées mygalomorphes de la famille des Theraphosidae. Elle fait partie de la liste des 100 espèces les plus menacées au monde établie par l'UICN en 2012.

## Distribution

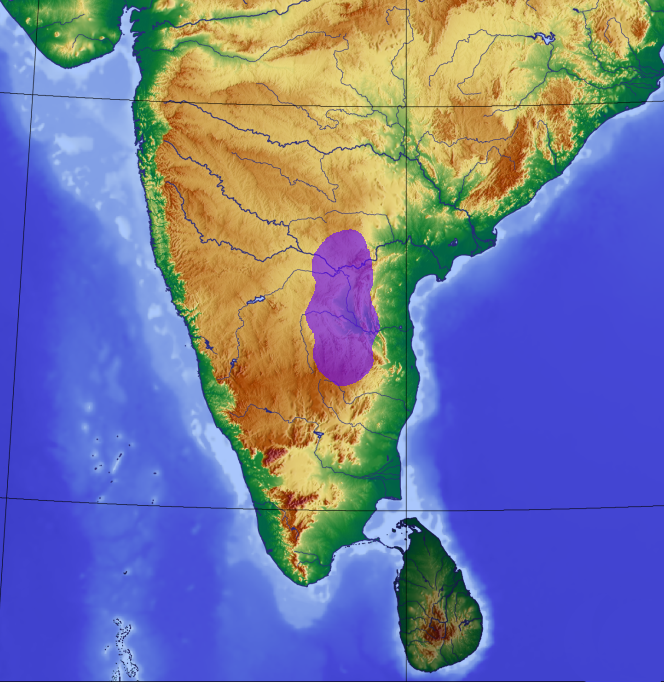
Distribution de Poecilotheria metallica en violet sur la carte.

Cette espèce est endémique de l'Andhra Pradesh en Inde,. Elle se rencontre entre Nandyal et Giddalur.
Son habitat naturel se situe dans les arbres et les hauteurs. C'est une espèce de mygale arboricole très rare dans son habitat naturel en plus d'être très prisée par les collectionneurs de mygales.

## Description

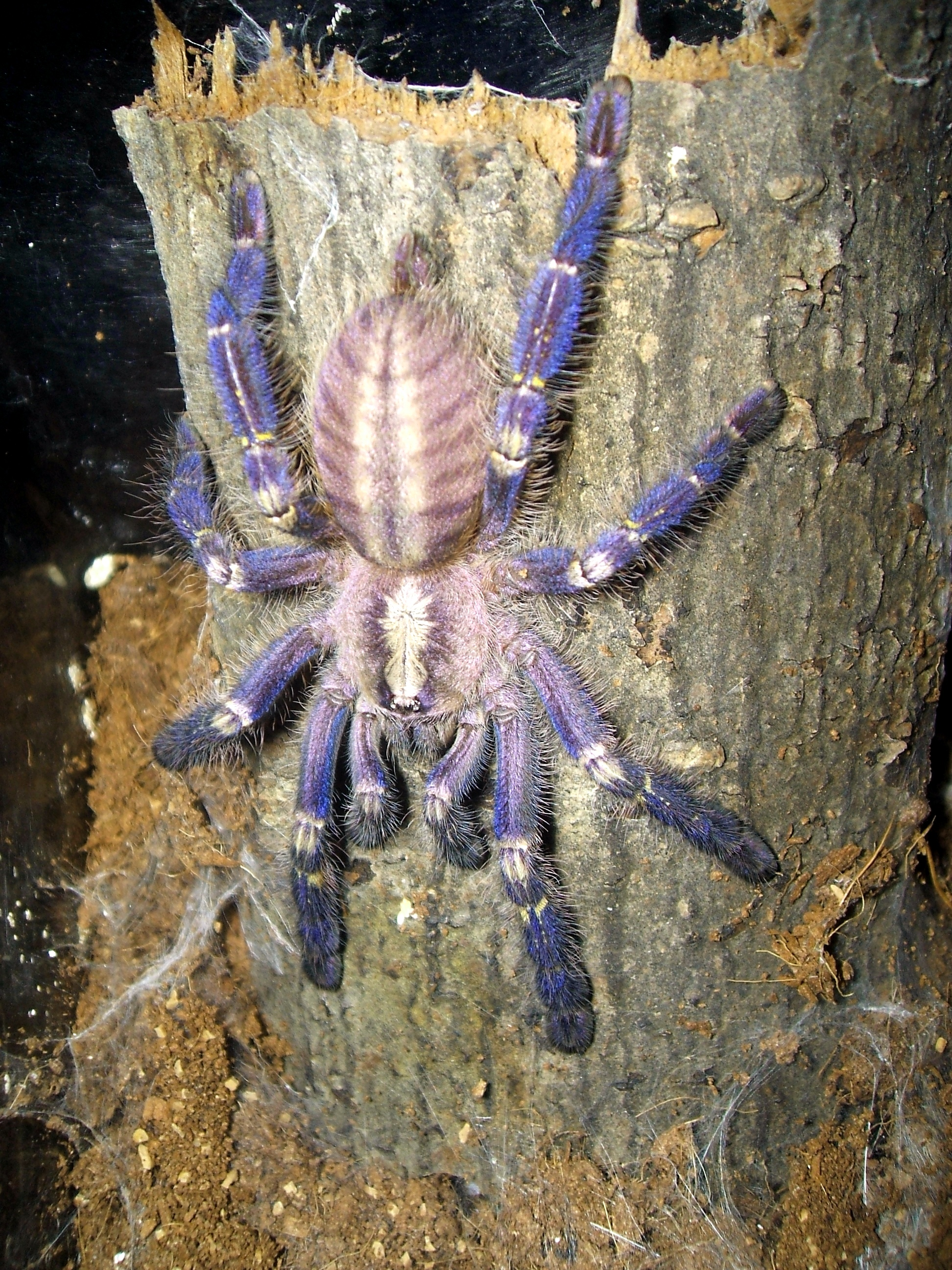
Poecilotheria metallica femelle juvénile

Comme toutes les autres espèces de son genre, elle exhibe des motifs bien définis sur son dos. À l'âge adulte, l'abdomen des femelles est de couleur bleue ornée d'une bande dentelée de couleur blanche. Cette espèce de Poecilotheria est aussi dotée de petite marques jaune contrastantes avec le bleu éclatant des pattes pour intimider ceux qui passeraient trop près d'elle. Cette espèce se distingue des autres de son genre par son bleu éclatant qui couvre les pattes et la majeure partie de son corps.

## Comportement

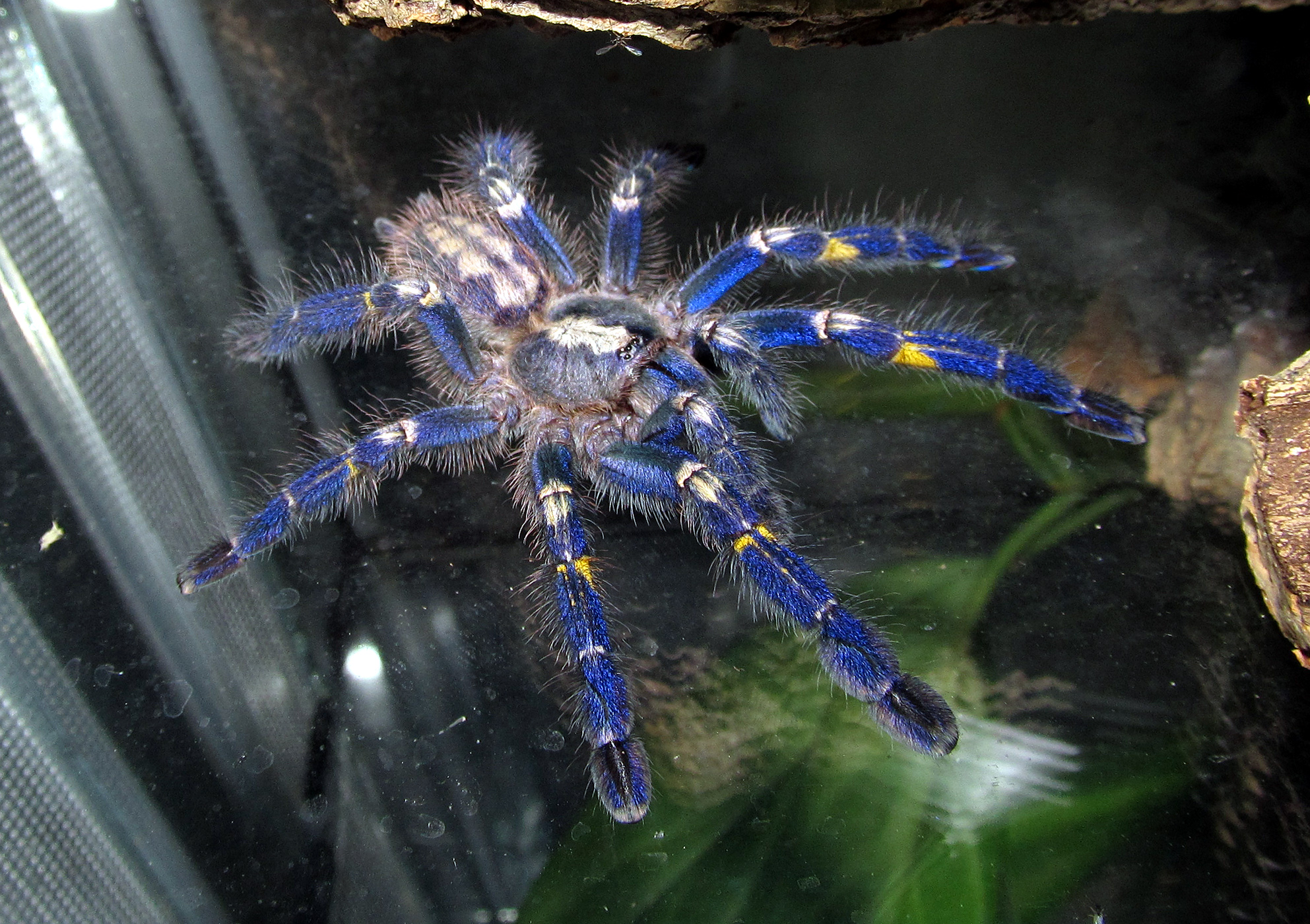
Poecilotheria metallica mâle juvénile

Le comportement de Poecilotheria metallica est assez comparable à celui des autres mygales arboricoles. 
Elles se nourrissent principalement d'insectes volants et de petits animaux tels que des lézards ou des grenouilles et même des petits oiseaux. Ces proies sont attrapées, la toile ne servant qu'au confort et à la protection. 
Il n'est pas rare de voir des mygales de cette espèce vivre en communauté. On peut y retrouver autant de spécimens qu'il y a de trous dans le même arbre. 
Poecilotheria metallica a un comportement plutôt défensif mais rarement agressif, préférant de loin la fuite plutôt que l'affrontement. Elle est généralement très rapide et imprévisible, et très active durant des périodes chaudes et humides.

## Morsure
Bien qu'aucun cas de mortalité dû à une morsure de mygale n'ait été répertorié, les mygales du genre Poecilotheria sont connues pour être très venimeuses. Une morsure de cette mygale peut causer entre autres des crampes musculaires et des douleurs insoutenables, des nausées et de la fièvre. Il est recommandé de ne manipuler les spécimens de ce genre en aucun cas. En cas de morsure il est préférable de se rendre immédiatement dans un lieu médicalisé.

## Étymologie
Le nom Poecilotheria est dérivé des mots grecs poikilos - qui signifie "pointé" ou "repéré" et therion, qui signifie bête sauvage. Le nom metallica se réfère à la couleur bleue métallique couvrant la majeure partie du corps.

## Publication originale
- Pocock, 1899 : The genus Poecilotheria: its habits, history and species. Annals and Magazine of Natural History, sér. 7, vol. 3, p. 82-96 (texte intégral).